# فواز الصقور
فواز الصقور (عربی: فواز الصقور؛ زادهٔ ۲۳ آوریل ۱۹۹۶) یک ورزشکار اهل عربستان سعودی است.
از باشگاه‌هایی که در آن بازی کرده‌است می‌توان به باشگاه فوتبال نجران عربستان سعودی اشاره کرد.